# The Strumbellas
The Strumbellas est un groupe de rock canadien, originaire de Toronto, en Ontario. Il est composé de Simon Ward, David Ritter, Jon Hembrey, Isabel Ritchie, Darryl James et Jeremy Drury. The Strumbellas mélange des styles folk, rock et country. The Strumbellas compte six membres, qui participent tous à l'écriture des chansons.

## Biographie
Simon Ward forme un groupe avec Jon Hembrey, Darryl James et Jeremy Drury, eux aussi originaires de Lindsay d'Ontario[réf. nécessaire]. En 2008, Ward déménage à Toronto et pose une annonce avec une démo sur Craigslist demandant « ça tente quelqu'un de venir jammer un coup ? ». David Ritter et Isabel Ritchie sont parmi les premiers à répondre à l'annonce. The Strumbellas se forme la même année. Le groupe joue d'abord essentiellement dans des marchés, puis dans des bars et des clubs.
The Strumbellas sortent un EP éponyme en 2009. Leur premier album studio My Father and the Hunter paraît en 2012. Leur deuxième album We Still Move On Dancefloors sort l'année suivante et remporte le prix Juno 2014 de l'« album roots et traditionnel de l'année – groupe » (prix auquel My Father and the Hunter avait été nommé).
Leur troisième album, Hope, sort le 22 avril 2016 sous le label Glassnote Records. Le premier single de l'album, Spirits, rencontre vite le succès. En mai 2016, il prend la tête du Alternative Songs aux États-Unis. Spirits est certifié double disque de platine en Italie et disque d'or en Allemagne et aux États-Unis. We Don’t Know est le deuxième extrait de l'album. Le 21 avril 2016, le groupe joue à l'émission Late Show with Stephen Colbert. Ils jouent aussi au NHL Heritage Classic à Winnipeg le 23 octobre 2016.
Le groupe commence une tournée internationale en juin 2016, continuant en 2017 en Australie, Europe, et en Amérique du Nord dans des festivals comme le Bonnaroo et le Governor's Ball. Leur morceau, Spirits, remporte un Juno Award la même année.
En septembre 2019, le Parti libéral du Canada a demandé au groupe d'utiliser leur chanson « One Hand Up » comme chanson thème du parti lors de la campagne électorale fédérale 2019. Il leur fut également demandé d'en faire une traduction et de la chanter en français. Cette dernière version fut immédiatement la cible de critiques et de moqueries dans les médias sociaux pour la mauvaise qualité de son français. Il est allégué mais pas démontré que le groupe a traduit la version anglaise originale en français en utilisant un service de traduction automatique en ligne (exemple du texte incompréhensible : « Enlève une main haute/ Pour tout main/Enlève une main haute/ Osé toi/ On peut être avenir aujourd'hui/ Si tu restes avec moi »).
En mai 2022, le groupe annonce avoir un nouveau chanteur, Jimmy Chauveau, afin de remplacer Simon Ward qui a décidé de ne plus faire partie de l'espace publique du groupe.  Ce dernier demeure proche du groupe, dans un rôle d'arrière scène, sans toutefois participer aux concerts et autres évènements publics du groupe.  Il invoque alors un choix personnel de prioriser sa vie familiale et l'écriture musicale à la vie de tournée.

## Membres
- Jimmy Chauveau - voix, guitare
- David Ritter - basse
- Jon Hembrey - guitare électrique, mandoline
- Isabel Ritchie - violon
- Darryl James - piano, autoharpe, voix
- Jeremy Drury - batterie[13]

### Ancien membre
- James Oliver - banjo, voix[13]
- Simon Ward - voix, guitare